# Auguste Bouché-Leclercq
Auguste Bouché-Leclercq (Francières, 30 luglio 1842 – Nogent-sur-Marne, 19 luglio 1923) è stato uno storico francese.

## Biografia
Auguste Bouché-Leclercq nacque nel 1842 a Francières, dal padre Louis-Thomas Bouché e dalla moglie Marie-Joséphine Leclercq. I suoi genitori erano degli agricoltori. Studiò nei seminari e prese il suo esame di maturità nel 1861 a Parigi. In seguito fece dei viaggi in qualità di insegnante privato, tra le città italiane e tedesche. Nel 1866 fu l'insegnante del liceo di Meaux. Nel 1872 conseguì il dottorato in filosofia ed nel 1873-1878 fu professore di letteratura antica presso la Facoltà filosofica di Montpellier. Nel 1876 si sposò con Marie Julie Guillaume dal quale ebbero tre figli e una figlia. Divenne professore di storia antica a Parigi nel 1887, e membro dell'Académie des inscriptions et Belles-Lettres nel 1898 e ufficiale della Legion d'Onore nel 1903. Si ritirò nel 1918 e morì nel 1923 a Nogent-sur-Marne.
La ricerca di Bouché-Leclercq si incentrava sulla storia antica della religione e della storia dell'ellenismo. Scrisse importanti opere sulla dinastia tolemaica e sull'impero seleucide e tradotto delle opere di alcuni storici tedeschi in francese, ad esempio nel 1883-1885 tradusse Geschichte des Hellenismus di Johann Gustav Droysen.

## Opere principali
- 1871 Les Pontifes de l’ancienne Rome (thesis)
- 1879 Histoire De La Divination Dans L'Antiquité (4 volumi)
- 1883 Histoire Grecque
- 1886 Manuel des Institutions romaines
- 1888 Histoire De La Grèce Sous La Domination Des Romains
- 1899 L’astrologie grecque
- 1900 Leçons D’Histoire Grecque
- 1903 Histoire des Lagides
- 1913 Histoire des Séleucides (323-64 avant J.-C.)